# Hein Köllisch

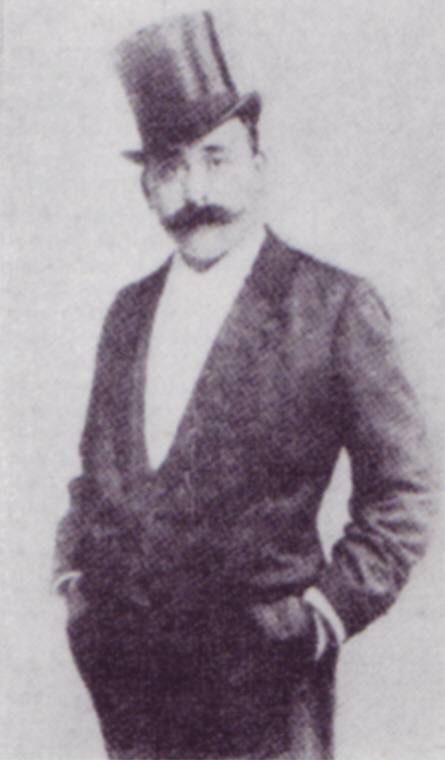
Heinrich Köllisch um 1890

Hein Köllisch (* 19. September 1857 in Hamburg; † 18. April 1901 in Rom; eigentlicher Name Heinrich Köllisch) war ein plattdeutscher Humorist und Liedtexter. 

## Leben

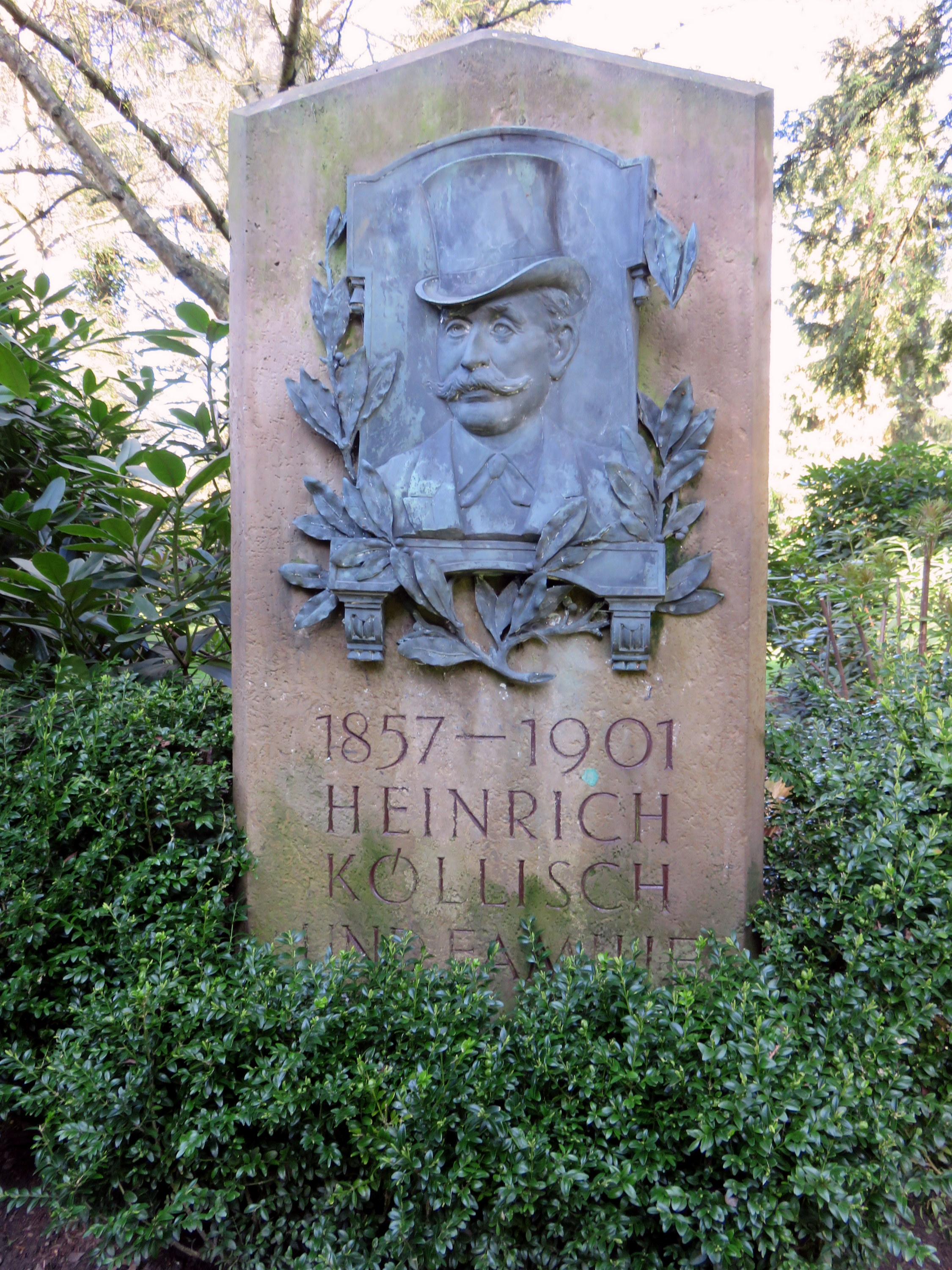
Grabstein auf dem Friedhof Ohlsdorf

Er wuchs am Pauls-Platz, dem späteren Hein-Köllisch-Platz, in St. Pauli auf. Ursprünglich sollte er in die Fußstapfen seines Vaters treten, der ein aus Augsburg stammender Schuhmacher war und mit seiner selbst hergestellten Schuhwichse aus der Flasche bekannt wurde.
Stattdessen erlernte er das Schlosserhandwerk und ging nach seiner Lehre als Wandergeselle durch Süddeutschland und die Schweiz auf Reisen. Nach dem Tode seines Vaters kam er allerdings nach Hamburg zurück und führte dessen Manufaktur weiter.
Um 1890 heiratete Köllisch Marie Meyer, die Tochter eines königlichen Musikmeisters, mit der er fünf Kinder hatte: Jonny, Ludolf, Minna, Heinz und Maria. Die Familie lebte in einer Terrasse zwischen Bartelsstraße und Schulterblatt.
1901 trat Hein Köllisch eine Erholungsreise nach Italien an, wobei er in Rom an einer Lungenentzündung erkrankte. Als seine Frau Marie ihm auf dem Sterbebett einen Strauß Flieder gab, soll er gesagt haben: „Hamborger Pingsten“. Am 18. April 1901 starb Hein Köllisch im Alter von 43 Jahren in Rom. Bei seiner Überführung nach Hamburg sollen  tausende Hamburger die Straßen gesäumt haben, durch die der Leichenzug zum Friedhof Ohlsdorf zog. Ein Chronist berichtete, dass die Straßenbahnen umgeleitet werden mussten. Hein Köllischs Publikum soll der Familie zugerufen haben: „Er gehört nicht nur euch, er ist unser“.
Hein Köllisch wurde auf dem Ohlsdorfer Friedhof beigesetzt im Planquadrat Q6/R6, 40-46 oberhalb des Althamburgischen Gedächtsnisfriedhofs.

## Bühnenkarriere
Heinrich (Hein) Köllisch gab an seinem Stammtisch in einer Eckkneipe auf der Bartelsstraße oft schlichte, plattdeutsche Lieder und schräge Couplets zum Besten. Dabei fiel er eines Tages dem Inhaber einer Vergnügungsstätte auf St. Pauli auf, der ihn als plattdeutschen Humoristen auftreten ließ. Sein erstes Engagement bekam er am 1. Mai 1892 im „Im siebten Himmel“ am Spielbudenplatz, wo er für monatlich 300 Mark auftrat. Zu dieser Zeit erhielt ein Hafenarbeiter 3 Mark pro Tag für 15 Stunden Arbeit.  

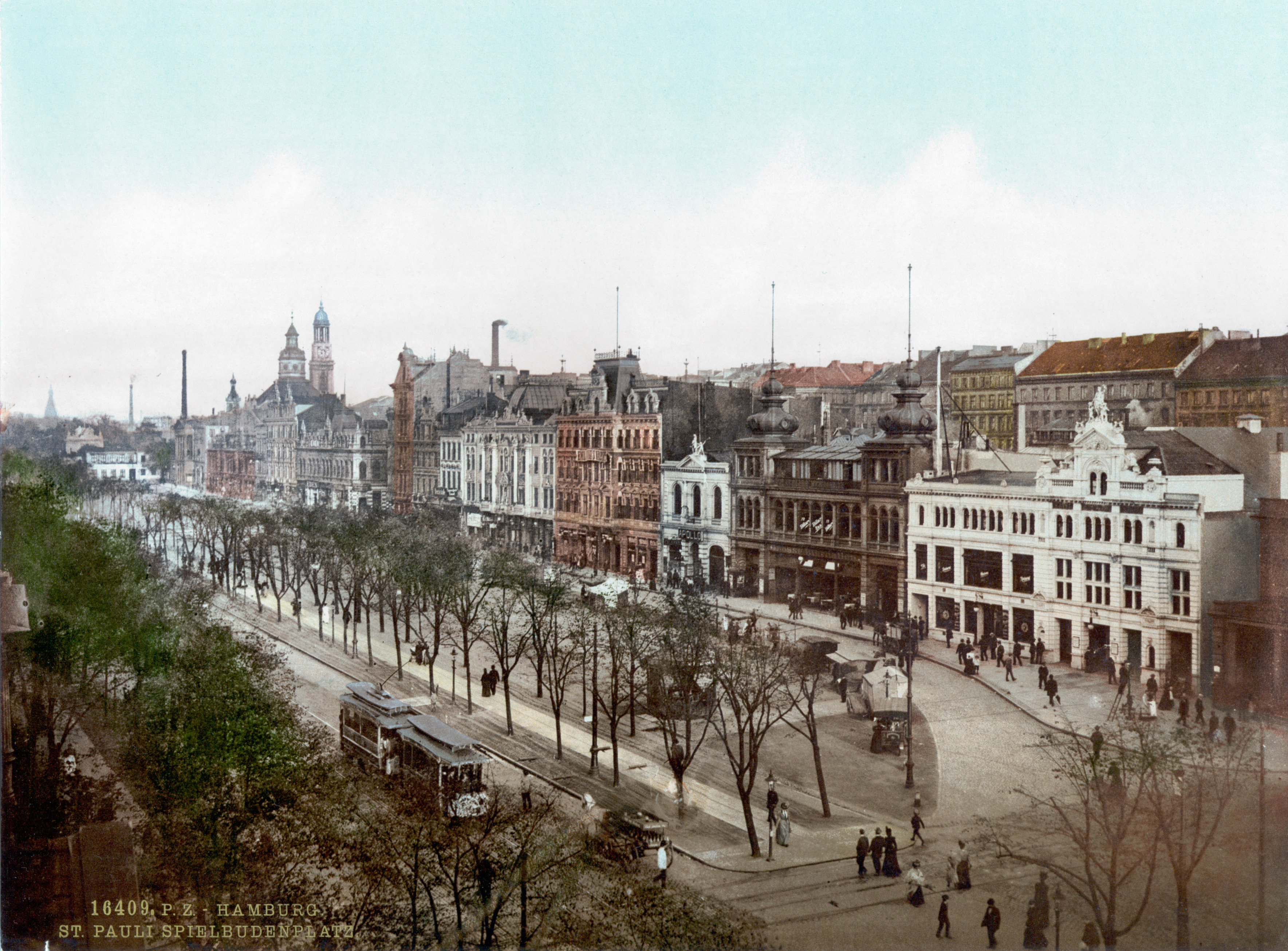
Der Spielbudenplatz um 1900

Der Spielbudenplatz war zu dieser Zeit Hamburgs Theater- und Varietémeile. Dort stand beispielsweise das Carl-Schultze-Theater, in dem plattdeutsche Komödien gespielt wurden. Auch das Ernst-Drucker-Theater (heute St.-Pauli-Theater), von Ernst Drucker von 1884 bis 1918 geleitet, oder das heutige Operettenhaus Hamburg bedienten dieses Genre.
Zwei Jahre nach seinem ersten Engagement im Jahre 1894 eröffnete Köllisch dann sein eigenes Theater am Spielbudenplatz. In „Hein Köllischs Universum“, später auch „Köllischs Lachbühne“ genannt, stand er immer mit Frack und Zylinder selbst auf der Bühne. „Für meine Muttersprache ist mir der beste Anzug gerade gut genug“ soll Hein Köllisch gesagt haben. Die Texte zu seinen Liedern schrieb er selbst und vertonte sie mit populären Wiener Melodien. Des Weiteren schrieb er plattdeutsche Parodien und Theaterstücke. Zu seinen mehr als 100 Couplets gehörten Lieder wie De Orgel kummt, De Reis no Helgoland und vor allem De Pingsttour. Es soll von ihm Originalaufnahmen in Form von Edison-Walzen geben, die jedoch verschollen sind.

## Werke (Auswahl)
- De Orgel kummt
- De Reis no Helgoland
- De Pingsttour
- De Bruunkoken
- De Loreley
- Kinners, dat is ekelhaft
- Allerhand so´n Sooken
- Hamborger Döntjes